# گورجای میلی مشهدی
گورجای میلی مشهدی مربوط به دوره صفوی است و در مشهد، میدان شهید گمنام، بلوار کامیاب واقع شده و این اثر در تاریخ ۲۳ شهریور ۱۳۸۲ با شمارهٔ ثبت ۱۰۱۸۰ به‌عنوان یکی از آثار ملی ایران به ثبت رسیده است.